# マスターピーシズ・バイ・エリントン
『マスターピーシィズ・バイ・エリントン』（Masterpieces by Ellington）は、アメリカ合衆国のジャズ・ピアニストでビッグ・バンド・リーダーであるデューク・エリントンが、ビッグ・バンド編成で録音して1951年に発表した、12インチLP形態による初めてのアルバムである。

## 解説
デューク・エリントンは、SPレコードが主流であった1930年代から、長時間録音の試みを行なってきたが、彼が所属するコロムビア・レコードが、Hi-Fi録音技術の発達と共に1948年6月にLPレコードを開発したのを期に、エリントンは、1950年に自身の作品に新たにコンサート・アレンジを施し、アルバム制作に臨んだ。録音は同年12月18日と19日に行なわれ、往年の代表曲に、1948年に書かれた「刺青の花嫁」を加えた4曲が主要メンバーのソロ演奏を多く含んだ、1曲が約10分以上にも及ぶ長尺の演奏でモノラル収録された。このアルバムに参加している楽団メンバーには、長期間在籍している充実した面々が揃っていたが、翌年の1951年には何人かの主要メンバーが退団する。特に、ドラマーのソニー・グリアにとっては、これがエリントン楽団での最後の演奏となった。
このアルバムは、デューク・エリントンの記念すべき最初のLPであると同時に、その優れた演奏内容から、デュークの1950年代を代表するアルバムのひとつに数えられている。

## 収録曲
括弧内は作者
1. ムード・インディゴ - "Mood Indigo" (A.Bigard-Ellington-Mills) - 15:26
2. ソフィスティケイテッド・レディ - "Sophisticated Lady" (Ellington-Parish-Mills) - 11:28
3. 刺青の花嫁 - "The Tatooed Bride" (Ellington) - 11:41
4. ソリチュード - "Solitude" (Ellington-Delang-Mills) - 8:24

## 演奏者
- キャット・アンダーソン (Cat Anderson) - トランペット
- ハロルド・ベイカー (Harold Baker) - トランペット
- ネルソン・ウィリアムス (Nelson Williams) - トランペット
- アンドレス・メレンギト (Andres Merenghito) - トランペット
- レイ・ナンス (Ray Nance) - トランペット
- ローレンス・ブラウン (Lawrence Brown) - トロンボーン
- クエンティン・ジャクソン (Quentin Jackson) - トロンボーン
- タイリー・グレン (Tyree Glenn) - トロンボーン
- マーサ・エリントン (Mercer Ellington) - フレンチホルン
- ジョニー・ホッジス (Johnny Hodges) - アルト・サクソフォーン
- ラッセル・プロコープ (Russell Procope) - アルト・サクソフォーン、クラリネット
- ジミー・ハミルトン (Jimmy Hamilton) - クラリネット、テナー・サクソフォーン
- ポール・ゴンザルヴェス (Paul Gonsalves) - テナー・サクソフォーン
- ハリー・カーネイ (Harry Carney) - バリトン・サクソフォーン
- デューク・エリントン (Duke Ellington) - ピアノ
- ビリー・ストレイホーン (Billy Strayhorn) - ピアノ
- ウェンデル・マーシャル (Wendell Marshall) - ベース
- ソニー・グリア (Sonny Greer) - ドラム
- イヴォンヌ・ロナーゼ (Yvonne Lanauze) - ボーカル（収録曲1.2のみ参加）

## 主な発売記録
- レコード 1951年 COLUMBIA ML-4418
- レコード 1973年 SONY JCL-825
- CD 1998年12月12日 ソニー SRCS-9511
- CD 2004年2月17日 COLUMBIA CK-87043